# Закон
Вижте пояснителната страница за други значения на Закон.
Законът е нормативен акт на компетентен орган на законодателната (държавна) власт.
Той съдържа общи (абстрактни) правила за поведение, насочени към неопределен брой субекти и имащи задължителна сила за тези субекти. Могат да се различат много видове правни норми, но основните видове са следните:
1. задължаващи;
2. забраняващи (императивни, повелителни);
3. оправомощаващи;
4. даващи права, свободи и привилегии на гражданите и техните организации.

Органът, който приема закони, се нарича с общото понятие „легислатура“. Законите се приемат със специални процедурни правила, описани най-често в конституцията или вътрешния акт за организацията и дейността на парламента.

## България
В България законите се приемат по усложнена процедура, която е гаранция за приемането на адекватни правни норми, които да уреждат или преуреждат обществените отношения и процеси.
Според сега действащата Конституция на Република България право на законодателна инициатива (т.е. на внасяне на законопроекти за обсъждане в Народното събрание) имат само 2 вида субекти:
- народните представители и
- Министерският съвет (в лицето на ресорните министри или като колективно тяло).

Веднъж след като законопроект е внесен в деловодството на Народното събрание, председателят на парламента определя водеща комисия измежду постоянните комисии на парламента. Критерий за това е предметът на законопроекта – ако например законопроектът има за цел образователна реформа, водеща комисия ще бъде Комисията по образованието, науката и въпросите на децата, младежта и спорта.
След като е определена водеща комисия, е възможно законопроектът да бъде разглеждан и от други комисии, които биха могли да имат интерес от законопроекта. Например за Закона за министерството на вътрешните работи водеща комисия ще бъде Комисията по вътрешна сигурност и обществен ред, но проектозаконът ще бъде разгледан и от Комисията по бюджет и финанси (защото министерството по определение е съвкупността от материални активи и физически лица, назначени по служебно правоотношение в държавната администрация и притежаващи статута на държавни служители по смисъла на Закона за държавния служител), Комисията по правата на човека, вероизповеданията, жалбите и петициите на гражданите (защото в законопроекта са посочени начини за ограничаване на свободата на придвижване, както и на други права и привилегии на гражданите и чужденците на територията на Република България) и др.
При разглеждане на законопроекта в комисиите се следва следната процедура:
- разглеждане на законопроекта като цяло,
- разглеждане на законопроекта по текстове.
Ако законопроекта бъде отхвърлен като цяло, той бива връщан за поправки на вносителя, след което процедурата започва отначало. Ако законопроектът бъде приет като цяло, започва дискусия за отделните текстове. След това комисията излиза с решение, където се посочват текстовете, които комисията подкрепя, внесените предложения за изменения на текстовете и техните вносители, подкрепените от комисията предложения за изменение, както и неподкрепените предложения и текстовете, които комисията не подкрепя. Решението се изчита от председателя на комисията на пленарното заседание, насрочено от Председателския съвет на НС (съставен от председателя на НС, неговите замествици и председателите на парламентарните групи).
След това започват разискванията по законопроекта, като се следва процедурата на чл. 59 от Правилника за организацията и дейността на Народното събрание:
"Чл. 59. (1) Гласуването се извършва по следния ред:
- 1. предложения за отхвърляне;
- 2. предложения за отлагане на следващо заседание;
- 3. предложения за заместване;
- 4. предложения за поправки;
- 5. обсъждан текст, който може да съдържа и одобрени вече поправки;
- 6. предложения за допълнения;
- 7. основното предложение.

(2) Когато има две или повече предложения от едно и също естество, те се гласуват по реда на постъпването им."
След като законопроектът бъде приет на първо четене (по принцип като цяло), председателят определя дата за второ четене. Тогава той се резглежда по текстове по процедурата на чл. 59. След това законопроектът се гласува и ако се приеме, се подписва от председателя на НС и се изпраща на президента на Република България.
Президентът има правото да върне законопроекта в НС, без да мотивира това си решение. След като е върнат, законопроектът се приема само с едно четене и президентът е длъжен да издаде указ за публикуване на законопроекта в „Държавен вестник“.
Законопроектът влиза в сила 3 дни, след като е публикуван в „Държавен вестник“, освен ако не е посочено друго в самия законоппроект.